# Sèrie GeForce 500
Una actualització de la sèrie GeForce 400 basada en Fermi, la sèrie GeForce 500 és una sèrie d'unitats de processament gràfic desenvolupades per Nvidia, llançades per primera vegada el 9 de novembre de 2010 amb la GeForce GTX 580.
El seu competidor directe era la sèrie Radeon HD 6000 d'AMD; es van llançar aproximadament un mes de diferència.

## Visió general
Les targetes gràfiques de la sèrie Nvidia Geforce 500 són versions significativament modificades de les targetes gràfiques de la sèrie GeForce 400, en termes de rendiment i gestió d'energia. Igual que les targetes gràfiques de la sèrie Nvidia GeForce 400, la sèrie Nvidia Geforce 500 admet DirectX 11.0, OpenGL 4.6 i OpenCL 1.1.
El xip Fermi actualitzat inclou 512 processadors de flux, agrupats en 16 clústers de multiprocessadors de flux (cadascun amb 32 nuclis CUDA) i està fabricat per TSMC en un procés de 40 nm.
La targeta gràfica Nvidia GeForce GTX 580 és la primera de la sèrie Nvidia GeForce 500 que utilitza un xip totalment habilitat basat en l'arquitectura Fermi actualitzada, amb els 16 clústers multiprocessadors de flux i els sis controladors de memòria de 64 bits actius. La nova GPU GF110 es va millorar amb el filtratge FP16 a tota velocitat (la GPU GF100 de l'anterior generació només podia fer un filtratge FP16 de mitja velocitat) i les unitats z-culling millorades.
El 25 de gener de 2011, Nvidia va llançar la GeForce GTX 560 Ti, per orientar-se al segment "sweet spot" on es considera important la relació preu / rendiment. Amb la seva millora de més d'un 30% respecte a la GTX 460 i el rendiment entre la Radeon HD 6870 i la 6950 1GB, la GTX 560 Ti va substituir directament la GeForce GTX 470.
El 17 de febrer de 2011, es va informar que la GeForce GTX 550 Ti es llançaria el 15 de març de 2011. Tot i que el GTX 550 Ti és un xip principal GF116, Nvidia va optar per anomenar la seva nova targeta GTX 550 Ti, i no GTS 550. Es va demostrar que el rendiment era com a mínim comparable i fins a un 12% més ràpid que l'actual Radeon HD 5770. Pel que fa al preu, la nova targeta va entrar a la gamma ocupada per la GeForce GTX 460 (768 MB) i la Radeon HD 6790.

## Ús de falsificació
Les targetes d'aquesta generació, especialment el model 550 Ti de longitud més petita, són targetes habituals elegides pels revenedors falsificats, que prenen les targetes i modifiquen il·lícitament el microprogramari per fer-les informar com a targetes més modernes com els models GTX 1060 i 1050 Ti. Aquestes targetes es venen després a eBay, Taobao, Aliexpress i Wish.com per estafadors. Poden tenir un mínim de funcionalitats per assegurar-se a primera vista que semblen legítims, però els defectes causats per la BIOS falsa, els problemes de fabricació i programari gairebé sempre provocaran bloquejos en jocs i aplicacions moderns, i si no, el rendiment encara serà extremadament pobre.

## Característiques
- 1 Shaders unificats : unitats de mapatge de textures : unitats de sortida de renderització
- 2 Cada Streaming Multiprocessor (SM) de la GPU de l'arquitectura GF110 conté 32 SP i 4 SFU. Cada Streaming Multiprocessor (SM) de la GPU de l'arquitectura GF114/116/118 conté 48 SP i 8 SFU. Cada SP pot complir fins a dues operacions de precisió FMA individuals per rellotge. Cada SFU pot complir fins a quatre operacions SF per rellotge. La proporció aproximada d'operacions FMA a operacions SF és igual a 4:1. El rendiment teòric del shader en operacions de coma flotant de precisió única (FMA)[ FLOPS sp, GFLOPS ] de la targeta gràfica amb recompte de shader [ n ] i freqüència de shader [ f, GHz], s'estima amb el següent: FLOPS sp ˜ f × n × 2. Fórmula alternativa: FLOPS sp ˜ f × m × (32 SPs × 2(FMA)). [ m ] – Recompte de SM. Potència total de processament: FLOPS sp ˜ f × m × (32 SP × 2(FMA) + 4 × 4 SFU) o FLOPS sp ˜ f × n × 2,5.
- 3 Cada SM del GF110 conté 4 unitats de filtratge de textura per a cada unitat d'adreça de textura. La matriu GF110 completa conté 64 unitats d'adreça de textura i 256 unitats de filtratge de textura. Cada SM de l'arquitectura GF114/116/118 conté 8 unitats de filtratge de textures per a cada unitat d'adreces de textura, però ha duplicat les unitats d'adreçament i de filtratge.

Tots els productes es fabriquen amb un 40 procés de fabricació nm. Tots els productes són compatibles amb DirectX 12.0, OpenGL 4.6 i OpenCL 1.1.